# 124. transportna brigada (ZDA)
124. transportna brigada (izvirno angleško 124th Transportation Brigade) je bila transportna brigada Kopenske vojske Združenih držav Amerike.

## Zgodovina
Brigada je bila ustanovljena s preoblikovanjem 124. transportnega poveljstva.